# 8e législature de Peleliu

La 8e législature de Peleliu est la huitième session de la Législature de l’État de Peleliu, de 2004 à 2007.
Elle fait suite à la 7e législature de Peleliu (2001-2004) et précède la 9e législature de Peleliu (2007-2010).

## Déroulement
Les élections législatives se sont déroulées le 4 décembre 2003.

## Membres de la Législature
| Nom                       | Qualité                                |
| ------------------------- | -------------------------------------- |
| Joseph M. Giramur         | Membre de la circonscription générale. |
| Roman Ridep               | Membre de la circonscription générale. |
| Evence Kebekol            | Membre de la circonscription générale. |
| Hermana S. Bingkelang     | Membre de la circonscription générale. |
| Johannes « Hanes » Tsuneo | Membre de la circonscription générale. |
| Andres Napoleon           | Membre de Ngerchol.                    |
| Kelbesang Soalablai       | Membre de Ngerdelolk.                  |
| Joe B. Nabuo              | Membre de Ngesias.                     |
| Edwight Mengirarou        | Membre de Ngerkeukl.                   |
| Gene Tkel                 | Membre de Teliu.                       |

## Sources